# 市川左團次 (4代目)
四代目 市川 左團次（いちかわ さだんじ、1940年〈昭和15年〉11月12日 - 2023年〈令和5年〉4月15日）は、歌舞伎役者、日本の俳優。本名は荒川 欣也（あらかわ きんや）。屋号は高島屋、定紋は三升に左（みますに ひだり）だが、通常は替紋の松皮菱に鬼蔦（まつかわびしに おにづた）を使用。最終学歴：暁星高等学校。公称身長177cm・体重75kg・血液型A型。
三代目市川左團次の長男として東京都に生まれる。ただし自著『俺が噂の左團次だ』では母が祇園の芸妓で、自身は三代目の贔屓筋が実父と述べている。

## 略歴
- 1940年（昭和15年）11月12日、東京市に生まれる。
- 1947年（昭和22年）5月 - 東京劇場で五代目市川男寅として、『菅原伝授手習鑑・寺子屋』の菅秀才で初舞台。
- 1962年（昭和37年）2月 - 歌舞伎座で『曽我の石段』で五代目市川男女蔵を襲名。
- 1979年（昭和54年） - 歌舞伎座で『京人形』の左甚五郎、『毛抜』の粂寺弾正で四代目市川左團次を襲名。
- 1981年（昭和56年） - 国立劇場の『夏祭浪花鑑』の三河屋義平次で国立劇場優秀賞。
- 2011年（平成23年） - 平成23年春の叙勲にて、旭日双光章を受章[7][8]。
- 2017年（平成29年） - 日本芸術院賞を受賞。
- 2023年（令和5年）4月15日午前3時48分、右下葉肺がんのため死去[4][5]。82歳没。葬儀は同月20日、都内斎場において家族葬で執り行われた[9]。

## 概要
線の太いおおらかな芸風で、立役、敵役、道化役などをこなす。『御所五郎蔵』の土右衛門や『壇浦兜軍記・阿古屋琴責』の岩永、『天下茶屋』の東間、『勧進帳』の常陸坊、『助六』の意休、『暫』の武衡などが主な当り役である。新作歌舞伎でも『NINAGAWA十二夜』の鐘道で好演した。
テレビ時代劇でも多く出演し、NHK大河ドラマ『義経』で金売り吉次、『風林火山』で上杉憲政を演じる他、『鬼平犯科帳』などに出演、テレビドラマでは2006年の『ウォーカーズ〜迷子の大人たち』では余命少ない、住職を務める父親を演じた。
長男に六代目市川男女蔵、孫に七代目市川男寅がいる。

## 人物・逸話
- 歌舞伎俳優の中で逸話が多い人物としても知られ、紳士録のアンケートに冗談半分で趣味は「覗き」と書いたらそのまま載せられたことがある。たとえば実際に南座の顔見世出演中は楽屋の窓からアベックのラブシーンを覗いてしまったことがあり、後にトークショーなどでこの一件を巧みな話術で披露している。2011年9月9日の関西テレビ『快傑えみちゃんねる』では「SM」も趣味で、再婚（2006年）の寸前にその道具を捨てたと語っている。
- 身長が180cmあり、歌舞伎役者の中では坂東彌十郎と並んで長躯の人物として知られている。この高い身長から、少年時代はプロ野球選手を志していたが、父・三代目左團次と親交があった小西得郎から『君には無理だ』と諭されたことがある。後に、実際には三代目左團次が小西に説得を頼んでいたと知らされている。
- 学生時代は典型的な不良だったと自著で記しており、五代目男寅時代には十七代目中村勘三郎に恐れられたこともある。
- 歌舞伎で演じる役は敵役、老役を主にするが、トークにおいてもいやらしく聞こえないのは自身の人柄によることも大きく、歌舞伎役者の襲名披露などの口上に登場する時も、必ず笑いを取る口上を述べていたため、これを楽しみにしていたファンも多かった。加えて、隔年開催される俳優祭という歌舞伎役者のイベントでは、必ずと言っていいほど「とんでもないこと」をやっていたことから、これを目当てで来る人も多かったという。
- 5代目中村勘九郎が十八代目中村勘三郎を襲名した際の襲名披露公演での口上では、『昔、端役だった頃に勘三郎（勘九郎）の前にいた自分がオナラをしてしまった』という話で場内が爆笑となっていたが、その刹那真顔に戻り「まずは、お祝い申し上げまする次第にござりまする」とガラリと変わるのがまた面白く、場内には割れんばかりの拍手が巻き起こった。
- また、2018年1月の高麗屋三代襲名披露興行の口上では、暁星学園の後輩である新・白鸚（九代目松本幸四郎）が在学時代、勉学に励み級長や副級長等を勤めながら舞踊・長唄の稽古に励んでいた、という逸話を披露した後、『彼の勤勉さには、わたくしはとても及びませぬ。わたくしは、高校生になりますと、踊りや長唄の稽古は脇に置きましてキャバレー・クラブに通うお稽古に専念しておりました次第でござりまする』と述べ、会場の大笑いを誘った。
- 2014年2月21日のテレビ東京『たけしのニッポンのミカタ!』に出演した時には「食事と買物には並んだことがない」が、パチンコ屋の開店の9時半に並ぶ」と語っている。

## 出演

### 歌舞伎
- 暫 - 成田五郎・清原武衡
- 白浪五人男 - 日本駄右衛門・南郷力丸
- 勧進帳 - 武蔵坊弁慶
- 助六 - 髭の意休
- 菅原伝授手習鑑
- 与話情浮名横櫛 - 蝙蝠安・和泉屋多左衛門
- 熊谷陣屋（一谷嫩軍記） - 弥陀六
- 河内山（天衣紛上野初花） - 高木小左衛門
- 壇浦兜軍記（阿古屋の琴責） - 岩永左衛門
- 毛抜 - 粂寺弾正

### テレビドラマ
- 大河ドラマ（NHK）
  - 源義経（1966年）

総集編と一部の放送回しか現存しないとされるが、総集編前編に登場している。
  - 竜馬がゆく（1968年） - 千葉重太郎 役

第16話しか現存しておらず、その回には未登場で、出演映像は現存していない。
  - 義経（2005年） - 金売り吉次 役
  - 風林火山（2007年） - 上杉憲政 役
- 怪談 高野聖 白夜に浮かぶ魔性の女（1979年9月12日、テレビ東京 「日本名作怪談劇場」（第13話・最終話）） - 高野聖 役
- 銭形平次 第696話「初手柄のんびり同心」（1979年11月28日、フジテレビ） - 小森 役
- 必殺仕事人第80話「踊り技回り舞台振り落し」（1980年12月26日、朝日放送） - 市之助 役
- 12時間超ワイドドラマ→新世紀ワイド時代劇（テレビ東京）
  - 豊臣秀吉 天下を獲る!（1995年1月2日） - 蜂須賀小六 役
  - 炎の奉行 大岡越前守（1997年1月2日） - 多門伝八郎 役
  - 宮本武蔵（2001年1月2日） - 池田輝政 役
- 名探偵キャサリン8（1999年10月4日、月曜ドラマスペシャル、TBS）- 小川利夫 役
- 鬼平犯科帳 第100話「お峰・辰の市」（1995年、フジテレビ） - 辰の市 役
- 月曜ドラマスペシャル（TBS）
  - 十津川警部シリーズ 第12作「丹後殺人迷路」（1997年3月24日） - 狩野重之 役
  - 十津川警部シリーズ 第54作「サンライズ出雲の女」（2015年4月13日） - 五十嵐泰三 役
- ナショナル劇場（TBS・C.A.L）
  - 大岡越前 第14部 第11話「狐火の五千両」（1996年8月26日） - 狐火の五郎蔵 役
  - 水戸黄門
    - 第25部 第35話「武士道を捨てた男 -石巻-」（1997年8月25日） - 滝沢十右衛門 役
    - 第27部 第17話「殿に教えた米の味 -象潟-」（1999年7月12日） - 太郎兵衛 役
    - 第42部 第1話「お前は助さん俺は格さん -江戸-」（2010年10月11日） - 佐々木平右衛門 役

  - 南町奉行事件帖 怒れ!求馬 第8話「罪を償うお役者小僧」（1997年12月22日） - 庄兵衛 役
- 銀座まんまんなか!（2003年、TBS） - 都築寛 役
- ウォーカーズ〜迷子の大人たち（2006年、NHK土曜ドラマ） - 山下徳大 役
- 正月時代劇 雪之丞変化（2008年1月3日、NHK）
- 特別ドキュメンタリードラマ・3.11 その日、石巻で何が起きたのか〜6枚の壁新聞（2012年3月6日、日本テレビ） - 外処君男 役
- 木曜時代劇 まんまこと〜麻之助裁定帳〜（2015年7月 - 9月、NHK） - 宗匠 役
- 日経ドラマスペシャル 琥珀の夢（2018年10月5日放送、テレビ東京） - 大川与兵衛 役[10]
- 課長バカ一代（2020年1月12日 - 、BS12 トゥエルビ） - 松平芝之助 役

### 映画
- 天守物語（1995年） - 朱の盤坊 役
- さくらん（2007年）

### バラエティ
- たけしの誰でもピカソ（テレビ東京、1998年3月13日） - 歌舞伎の基本所作を披露。
- 笑神様は突然に…（2014年4月11日、日本テレビ） - 愛犬家チームの一員。
- アウト×デラックス（フジテレビ）
- THEわれめDEポン（フジテレビONE）

## 著書
- 『俺が噂の左團次だ』 （集英社、1994年） ISBN 978-4834250046
- 『いい加減、人生録』 （小学館、2014年） ASIN B00M2UYBK6
- 『夢を見ない、悩まない』 （サイゾー、2014年） ISBN 978-4904209585
- 『四代目市川左團次 その軌跡』（小学館、2024年4月） ISBN 978-4093891486